# Hoevelakense Beek

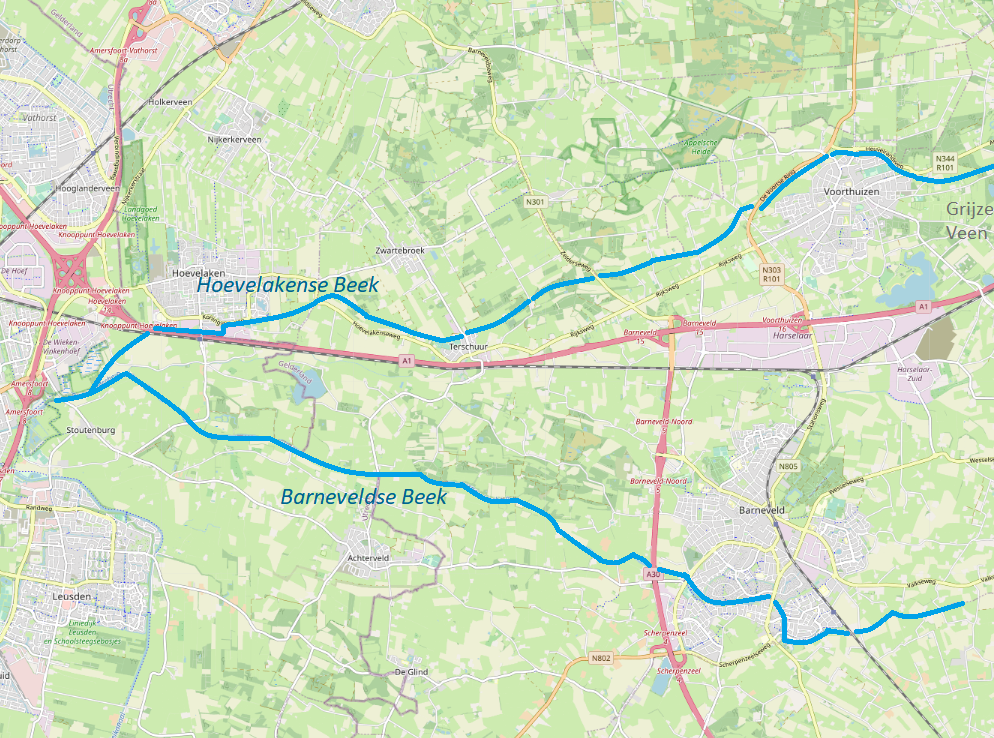
Hoevelakense Beek

De Hoevelakense Beek of Klaarwaterbeek is een beek in de Nederlandse provincies Gelderland en Utrecht. Het Grijze Veen bij Voorthuizen is een van de beginpunten van de beek. Tussen Terschuur en Hoevelaken stroomt de Bellemansbeek in de Hoevelakense Beek. De beek mondt ten zuiden van Hoevelaken uiteindelijk in Amersfoort in de Barneveldse Beek uit.